# Friedrich Mölleken
Friedrich Mölleken (* 6. Juni 1895 in Obrighoven; † 9. Januar 1971 ebenda) war ein deutscher Kommunalpolitiker und ehrenamtlicher Landrat (CDU).

## Leben und Beruf
Nach dem Schulbesuch absolvierte er eine Landwirtschaftslehre an der Landwirtschaftsschule Moers und war anschließend als Landwirt auf dem elterlichen Hof Gut Vinkel tätig. Mölleken war verheiratet und hatte zwei Kinder.
Mitglied des Kreistages des damaligen Landkreises Rees war er vom 17. Oktober 1948 bis zum 28. November 1969. Vom 28. Juli 1955 bis zum 28. November 1969 war Mölleken ununterbrochen Landrat des Kreises. Außerdem war er von 1948 bis 1969 Bürgermeister der Gemeinde Obrighoven-Lackhausen und gehörte verschiedenen Gremien des Landkreistages NRW an.

## Auszeichnungen
Am 27. Oktober 1965 wurde Mölleken das Bundesverdienstkreuz I. Klasse verliehen. Den Ehrenring des Kreises Wesel erhielt er am 26. März 1970.